# Bertiera congolana
Bertiera congolana là một loài thực vật có hoa trong họ Thiến thảo. Loài này được De Wild. & T.Durand mô tả khoa học đầu tiên năm 1899.